# الثاقب فی المناقب
الثاقب فی المناقب، اثری است از ابن حمزه طوسی (د. پس از ۵۵۲ ه.ق) که در موضوع معجزات پیامبر و ائمه نگاشته شده است. این اثر با وجود آنکه با اثرهای مشابه خود همچون مناقب ابن شهر آشوب و الخرائج و الجرائح، مشترکات زیادی دارد اما احادیث منحصر به خودی را نیز گردآوری نموده است. نگارش این اثر به سال ۵۶۰ ه.ق توسط ابن حمزه به پایان رسیده است. نخستین کسی که از این کتاب نام برده است، حسن بن علی طبرسی (سده هفتم ه.ق) است که در دو اثر خویش کامل بهائی و مناقب الطاهرین یاد کرده است اما اشتباهاً مولف کتاب را ابن حمزه صاحب وسیله می داند. به همین جهت بوده است که مولفان سده دوازدهم ه.ق با استناد به کامل بهایی، این اثر را از آن ابن حمزه مولف وسیله دانسته اند. یکی از دلایل تعلق این اثر به ابن حمزه طوسی، روایت مولف از شوهانی است که از مشاخص معلوم عبدالله بن حمزه طوسی بوده است.

## نسخه
از این اثر نسخه های متعدد خطی در کتابخانه گوهرشاد، مرعشی و اصفهان وجود دارد.